# اللجنة الأولمبية والبارالمبية الأمريكية
اللجنة الأولمبية والبارالمبية الأمريكية (بالانجليزية: United States Olympic & Paralympic Committee) هي اللجنة الأولمبية الوطنية واللجنة البارالمبية الوطنية للولايات المتحدة. تأسست عام 1894 باسم اللجنة الأولمبية الأمريكية، ويقع مقرها الرئيسي في كولورادو سبرينغز، كولورادو. تعد واحدة من أكثر أربع لجان أولمبية وطنية نجاحا في العالم تعمل أيضًا كلجنة بارالمبية وطنية. وهي المسؤولة عن الدعم والمشاركة والإشراف على الفرق الأمريكية التي تشارك في الألعاب الأولمبية، والألعاب البارالمبية، والألعاب الأولمبية للشباب، ودورة الألعاب الأمريكية، وألعاب بارابان الأمريكية. كما تشرف على الحركات الأولمبية وأولمبياد ذوي الاحتياجات الخاصة في الولايات المتحدة.
تشرف اللجنة الأولمبية الدولية على الحركة الأولمبية. ويتم دعم اللجنة الأولمبية الدولية من قبل 35 اتحادًا دوليًا يحكم كل رياضة على المستوى العالمي، واللجان الأولمبية الوطنية التي تشرف على الرياضة الأولمبية ككل في دولها، والاتحادات الوطنية التي تدير كل رياضة على المستوى الوطني. اللجنة البارالمبية الوطنية هي الهيئة الإدارية الوحيدة المسؤولة عن اختيار وتدريب جميع الرياضيين المشاركين في الألعاب البارالمبية.
إن اللجنة الأولمبية الأمريكية تشكل جزئا من اللجنة الأولمبية الدولية واللجنة البارالمبية الوطنية ضمن الحركات الأولمبية الدولية وأولمبياد ذوي الاحتياجات الخاصة. حيث تتكون اللجنة الأولمبية الدولية من سبعة وأربعون من أعضاء اللجنة الأمريكية. وتتكون اللجنة البارالمبية الوطنية من خمسة عشر، يدير أعضاء اللجنة الأولمبية الأمريكية أيضًا الرياضة في برنامج أولمبياد ذوي الاحتياجات الخاصة. وتحكم اللجنة أربع رياضات بارالمبية وهي ركوب الدراجات والتزلج والسباحة والمسار والميدان، فيما تبقى خمس رياضات بارالمبية أخرى يتولى مهمة التحكيم فيها أعضاء الولايات المتحدة في الاتحادات البارالمبية الدولية وهي كرة السلة على كرسي متحرك، كرة القدم، كرة المرمى، رفع الأثقال وركبي الكراسي المتحركة.
على عكس معظم الدول الأخرى، ليس لدى حكومة الولايات المتحدة وزارة للرياضة ولا تمول لجنتها الأولمبية. ويرجع ذلك جزئيًا إلى حظر الخلط بين الرياضة والسياسة في الولايات المتحدة. وقد تمت إعادة تنظيم اللجنة بموجب قانون تيد ستيفنز للألعاب الأولمبية والهواة، والذي تم سنه في الأصل في عام 1978. وتعتبر اللجنة مؤسسة غير ربحية مسجلة ولا تتلقى أي دعم مالي فيدرالي (بخلاف البرامج العسكرية البارالمبية المختارة). وفقًا للقانون يحق للجنة حصريًا استخدام العلامات والصور والمصطلحات المتعلقة بالألعاب الأولمبية والترخيص باستخدامها في الولايات المتحدة. وترخص هذا الحق في الرعاية كوسيلة لتوليد الدخل لدعم برامجها.
كان يُطلق على اللجنة الأولمبية والألعاب البارالمبية الأمريكية سابقًا اسم اللجنة الأولمبية الأمريكية، لكن تم نغبير اسمها في 20 يونيو 2019، وهي أول لجنة أولمبية في العالم تُدرج كلمة "Paralympic" ضمن تسميتها والتي يقصد بها الالعاب الأولمبية لذوي الاحتياجات الخاصة.

## الإدارة
يتولى إدارة اللجنة مجلس إدارة يتكون من عشرة أعضاء، معظمهم من مدراء شركات وممثلين عن مؤسسات رياضية ولاعبي أولمبياد متقاعدين. أختير لاري بروبست رئيساً لمجلس الإدارة في أكتوبر 2008, حيث خلف بيتر يوبيروث الذي نظم الألعاب الأولمبية الصيفية لعام 1984 في لوس أنجلوس في كاليفورنيا. في مارس 2009 تم تعيين ستيفاني ستريتر مديرة تنفيذية للجنة.

## التمويل
لا تتلقى اللجنة الأولمبية والبارالمبية الأمريكية - كونها منظمة غير ربحية - تمويلها من مصدر دائم، حيث تعتمد على الأموال التي تجمعها من الجمهور من خلال الحملات الاعلانية والحفلات الخيرية بالإضافة إلى مبيعات المتجر الإلكتروني التابع لها.
لا تنظم اللجنة مناسبات بارزة أو حملات اعلانية ضخمة لجمع الأموال على خلاف الكثير من المنظمات غير الربحية، الحملة الاعلانية الوحيدة التي قد تلفت الانتباه هي تلك التي أطلقتها اللجنة على قناة هيئة الإاذاعة الوطنية من 21 أبريل إلى 22 أبريل عام 1979 تحت مسمى (أوليمبا - ثون 97) (بالإنجليزية: Olympa-Thon '79). لم تروج هيئة الإذاعة الوطنية لجمع التبرعات للجنة بل استغلت الحملة لتروج تغطيتها للألعاب الأولمبية لصيف 1980 في موسكو، ردت اللجنة على ما حدث بمقاطعة أولمبياد صيف 1980 رداً على ما حدث.

## وصلات خارجية
- الموقع الرسمي